# Catedral de San Carlos Borromeo (Matanzas)
La Catedral de San Carlos Borromeo o bien la Catedral de Matanzas es la sede del obispo de la Diócesis de Matanzas, una localidad de la isla caribeña de Cuba.
El 12 de octubre de 1693, la primera piedra de esta iglesia fue puesta y una misa se celebró en el lugar . Esta celebración fue presidida por el obispo don Diego Evelino Hurtado de Compostela. La iglesia original fue hecha de las hojas de la palma real y fue destruida por una tormenta. Poco después se inició la construcción, y fue acabado el trabajo en 1735, con todas sus instalaciones en uso para 1750. 
En 1912 fue elevada al rango de Catedral y se le realizaron importantes obras de mejoras. Funciona en la actualidad como la iglesia parroquial de la localidad.